# Ulrich Junghanns

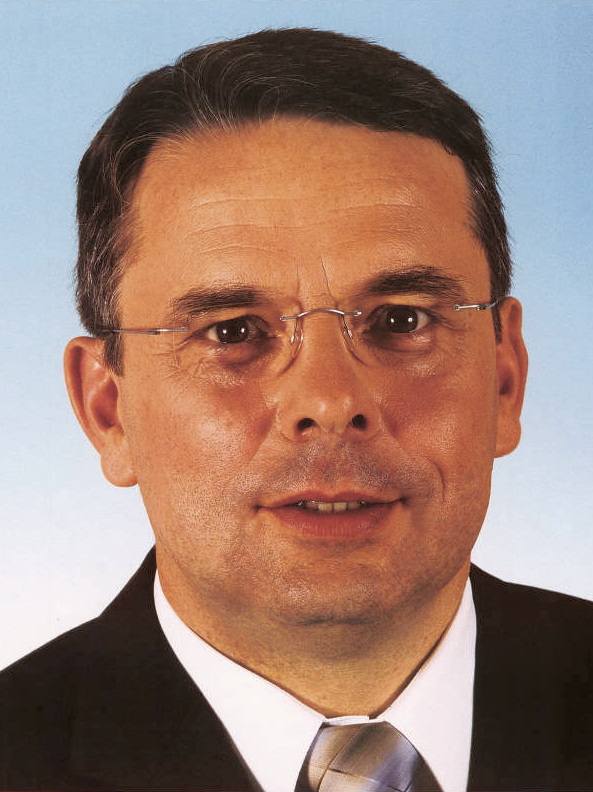
Ulrich Junghanns (2004)

Ulrich Junghanns (Gera, 25 mei 1956) is een Duits politicus. Junghanns bezocht de Polytechnische School en studeerde daarna staatswetenschappen. In 1974 sloot hij zich aan bij de Demokratische Bauernpartei Deutschlands (DBD), een satellietpartij van de toenmalige Oost-Duitse communistische partij, de SED. In 1990 werd hij tot plaatsvervangend voorzitter van de DBD gekozen en kort daarna tot tijdelijk voorzitter van die partij. In september 1990 ging de DBD op in de West-Duitse CDU en tot 1992 was Junghanns lid van het partijbestuur van de CDU.
In 1993 werd hij lid van het partijbestuur van de CDU-Brandenburg en fractievoorzitter van de Brandenburgse CDU in het deelstaatparlement. Sinds 1990 is hij voorzitter van de Brandenburgse CDU-afvaardiging in de CDU fractie in de Bondsdag. Hij is ook minister van Economische Zaken van de deelstaat Brandenburg.
- Gemeinsame Normdatei: 1199570001
- Virtual International Authority File: 4498157416834516710005